# Lymnaea emarginata
Lymnaea emarginata är en snäckart som beskrevs av Thomas Say. Lymnaea emarginata ingår i släktet Lymnaea och familjen dammsnäckor. Inga underarter finns listade i Catalogue of Life.